# Institut national des sciences appliquées
Der Hochschulverbund Institut national des sciences appliquées (INSA, deutsch: Nationales Institut der angewandten Wissenschaften) besteht aus wissenschaftlichen Grandes écoles zur Ausbildung hochqualifizierter Ingenieure in Frankreich. Die Zentralverwaltung befindet sich in Toulouse.
Es gibt in Frankreich sieben solcher Hochschulen (Blois, Lyon, Rennes, Rouen, Straßburg, Toulouse und Valenciennes). Jede Hochschule bietet in verschiedenen Fachbereichen unterschiedliche naturwissenschaftliche Vertiefungsrichtungen an. Die Ausbildung dauert 3 bzw. 5 Jahre (einige INSA bieten die Ausbildung des 1er cycle an, vgl. Grande école) und wird mit einem PFE (Projet de fin d'études, vgl. Diplomarbeit) abgeschlossen. Neben dem Erwerb fachlicher Qualifikationen wird auf Mehrsprachigkeit Wert gelegt. Es existieren viele Kooperationen mit ausländischen Universitäten und auch der Anteil ausländischer Studenten an den Hochschulen selbst liegt relativ hoch; mit vielen Hochschulen außerhalb Frankreichs existieren Kooperationsvereinbarungen, die den Erwerb eines Doppeldiploms ermöglichen. Aufgrund der stark industriell geprägten Ausbildung ist ein Diplôme de l'INSA in Frankreich ein angesehener Abschluss.
Die INSA bietet spezielle Programme zur Aufnahme ausländischer Schüler an, darunter:
- ASINSA für Studenten aus Vietnam, China, …
- EURINSA für Studenten aus Deutschland, Spanien, Italien, …
- AMERINSA für Studenten aus Brasilien, Argentinien, …